# Œnologie
Ne doit pas être confondu avec Œnophilie ou Hénologie.

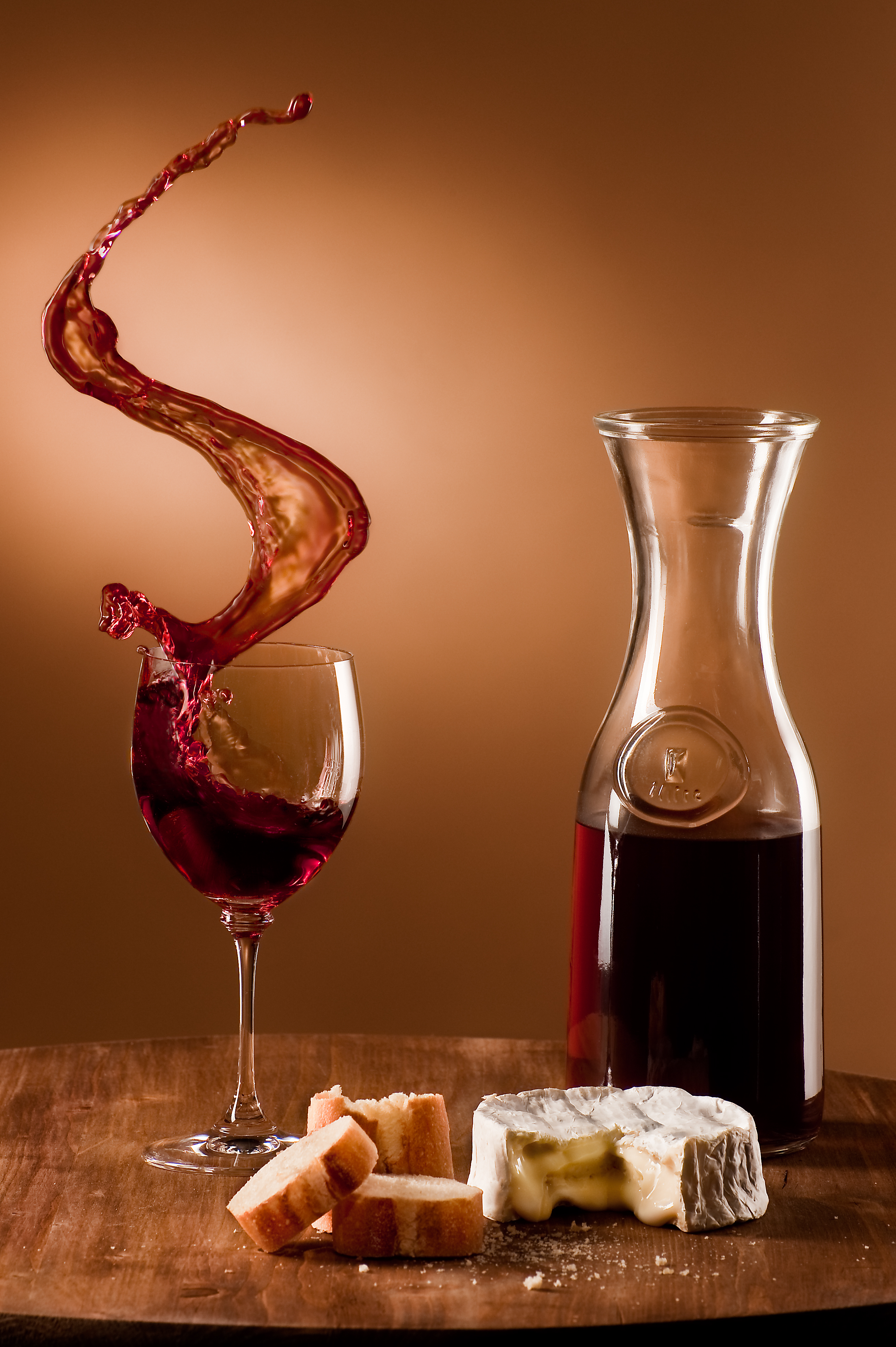
Accompagnement vin rouge, croûtons et fromage à pâte molle

L’œnologie est la science qui a pour objet l'étude et la connaissance du vin. Ses domaines d'applications vont de la culture de la vigne à l'élaboration du vin, son élevage et son conditionnement. Par extension, l'œnologie concerne les domaines touchant de près ou de loin à la filière viti-vinicole et à la culture du vin (dégustation, conservation et consommation du produit fini).
Le mot œnologie a été forgé à partir du grec οἶνος / oînos, « vin », et λόγος / lógos, « science, discours ».
La prononciation logique d'œnologie, selon la langue française, est /e.nɔ.lɔ.ʒi/ ; cependant, les prononciations courantes sont désormais plutôt /ə.nɔ.lɔ.ʒi/ ou /ø.nɔ.lɔ.ʒi/.

## L'œnologue
L'œnologue est un connaisseur du vin, la personne qui possède la science du domaine. Cependant, selon le contexte culturel et/ou géographique le terme œnologue ne fait pas référence aux mêmes définitions, ni aux mêmes exigences en matière de diplômes.

### Confusion avec le sommelier
L'abus de langage et la confusion entre œnologue et sommelier sont courants. Le sommelier, qui gère la cave d'un restaurant et dont la mission est de conseiller la clientèle sur le choix d'un vin pour un repas, se doit de posséder un certain savoir en œnologie, il n'en est pas pour autant œnologue. À l'inverse, l'œnologue n'est pas sommelier. Ces deux métiers, bien que fortement liés l'un à l'autre, ne doivent pas être confondus.  

### Statut

#### En France
Le titre d'œnologue est obtenu via le Diplôme national d'œnologue et est reconnu en France par la loi depuis 1955. Cet enseignement universitaire  en trois ans a été créé à l'instigation des professeurs de l'université de Montpellier Jaulmes (pharmacie) et Nègre (œnologie). Le métier possède un syndicat professionnel, l'Union des œnologues de France, qui définit la profession.

#### À l'étranger
Aux États-Unis (et plus généralement en langue anglaise) le terme œnologue se traduit par winemaker. Le terme enologist bien qu'étant la traduction littérale d’œnologue serait plus spécifiquement rattaché au laboratoire d'analyse du vin.
Par ailleurs selon l'État de Californie, le diplôme permettant de pratiquer le métier d’enologist peut être un Bachelor of Sciences avec une spécialisation en œnologie.

## Élaboration

### Influences naturelles

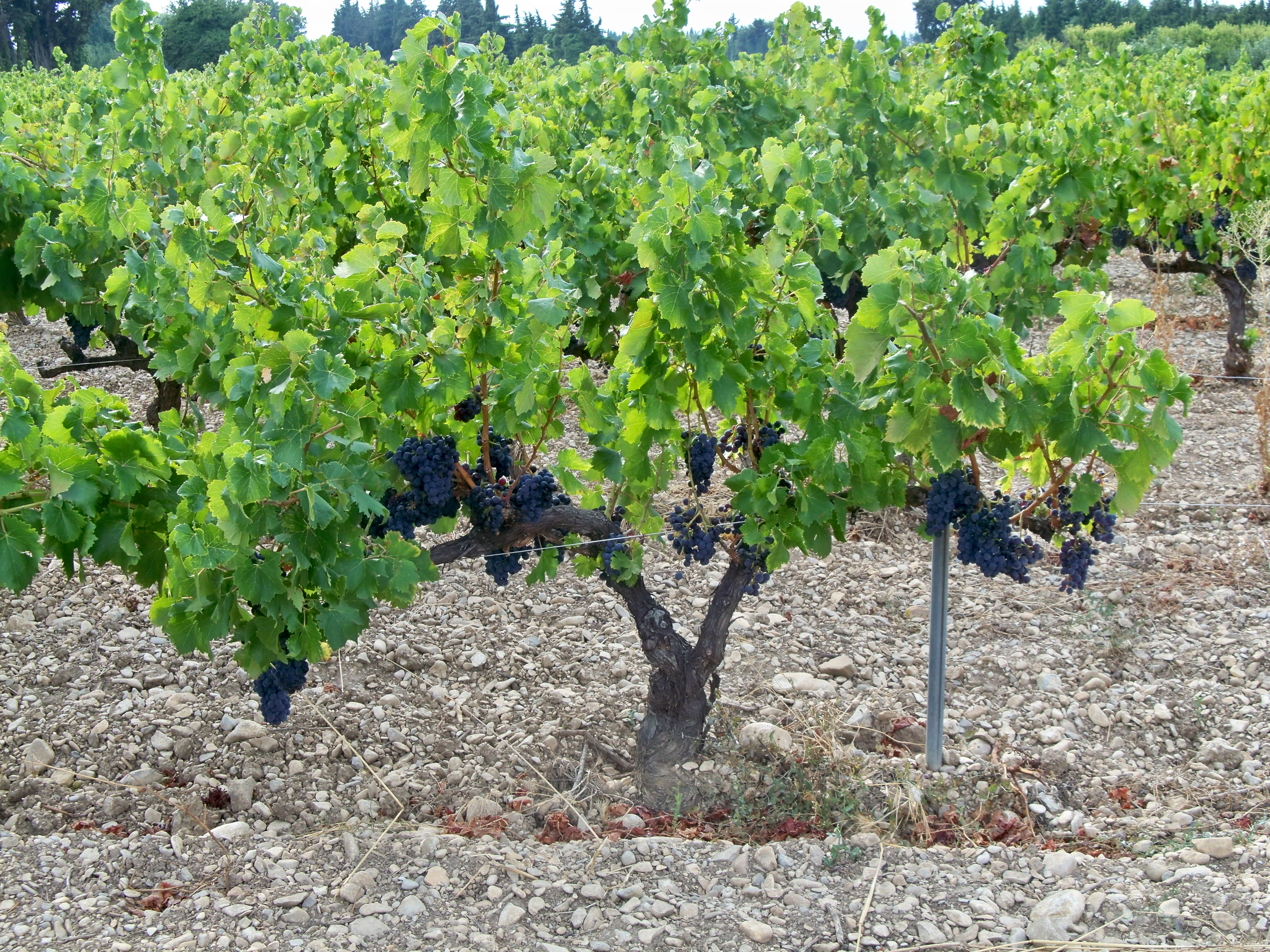
Un cep de vigne dans son terroir.

La vigne est, comme tout être du règne végétal, influencée par le milieu dans lequel elle évolue. Ainsi, le climat, la géologie/pédologie mais aussi la variété de plante utilisée (cépages) vont directement influencer le type de raisin produit et donc directement le type de vin qui en résulte.

#### Cépages
« Cépage » est le nom commun donné à un cultivar ou variété de vigne. On distingue les cépages blancs (chardonnay, riesling, sauvignon, chenin, viognier, etc.) et les cépages rouges (pinot noir, cabernet-sauvignon, syrah, malbec…). Chaque cépage a des spécificités propres, qui donnent son identité au vin.
Chaque région a développé la culture de certains cépages, adaptés aux conditions climatiques locales. Ainsi, le cabernet-sauvignon — à peau épaisse — est particulièrement adapté au climat humide du Bordelais, tandis que le pinot noir, plus précoce, s'adapte plus facilement aux rigueurs du climat du nord-est de la France. Les cépages dit « aromatiques » tels le gewurztraminer ou le riesling sont plus adaptés aux climats septentrionaux de l'Alsace, de l'Allemagne ou de l'Autriche.
Par les précurseurs aromatiques qu'il contient, le raisin de chaque cépage influence la gamme des arômes que l'on retrouve dans le vin qui en est issu. Le monde des cépages est extrêmement vaste et complexe. En effet, chaque hybridation ou mutation d'un plant de vigne peut donner naissance à une nouvelle variété/cépage.
Peuvent être cités comme exemple le pinot gris, cépage blanc obtenu par mutation (naturelle) du pinot noir. Les années et la nature ont sélectionné et donné naissance à une variété extrêmement grande de cépages, qui participe aujourd'hui à la diversité du monde viticole.

#### Terroir

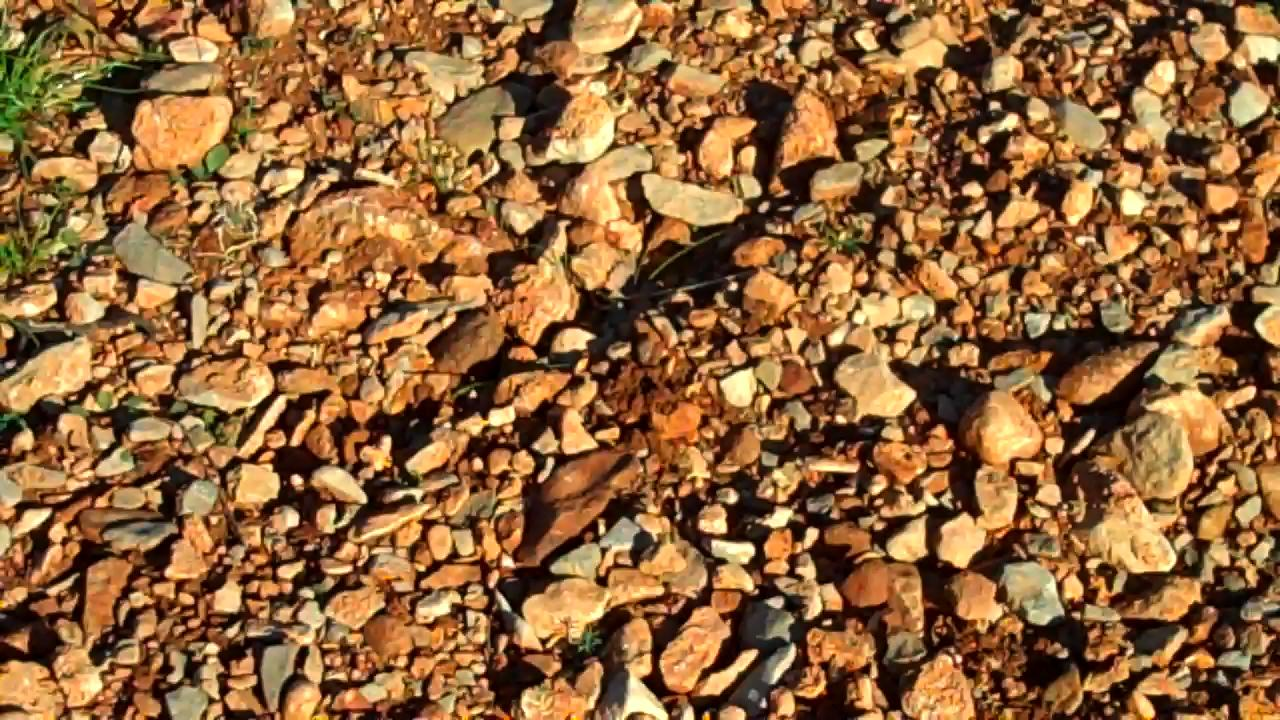
Au sein d'un terroir, le sol caillouteux est le composant de prédilection pour la vigne.

Les conditions géologiques et climatiques dans lesquelles la vigne est cultivée jouent un rôle très important dans le résultat final. Il est question de l'influence de ces composants du terroir.
Le même raisin n'exprimera pas les mêmes saveurs suivant qu'il a été produit sur un sol argileux et calcaire ou sableux et acide. D'autre part, l'ensoleillement, l'humidité, le nombre de jours de gel, etc. sont des paramètres déterminants du terroir pour la maturation du raisin.
Un exemple de cette influence du terroir est la diversité des vins rouges et blancs de Bourgogne : ils sont élaborés chacun à partir d'un unique cépage, le pinot noir pour les rouges et le chardonnay pour les blancs ; on trouve malgré cela des vins extrêmement différents les uns des autres au travers de la Bourgogne.

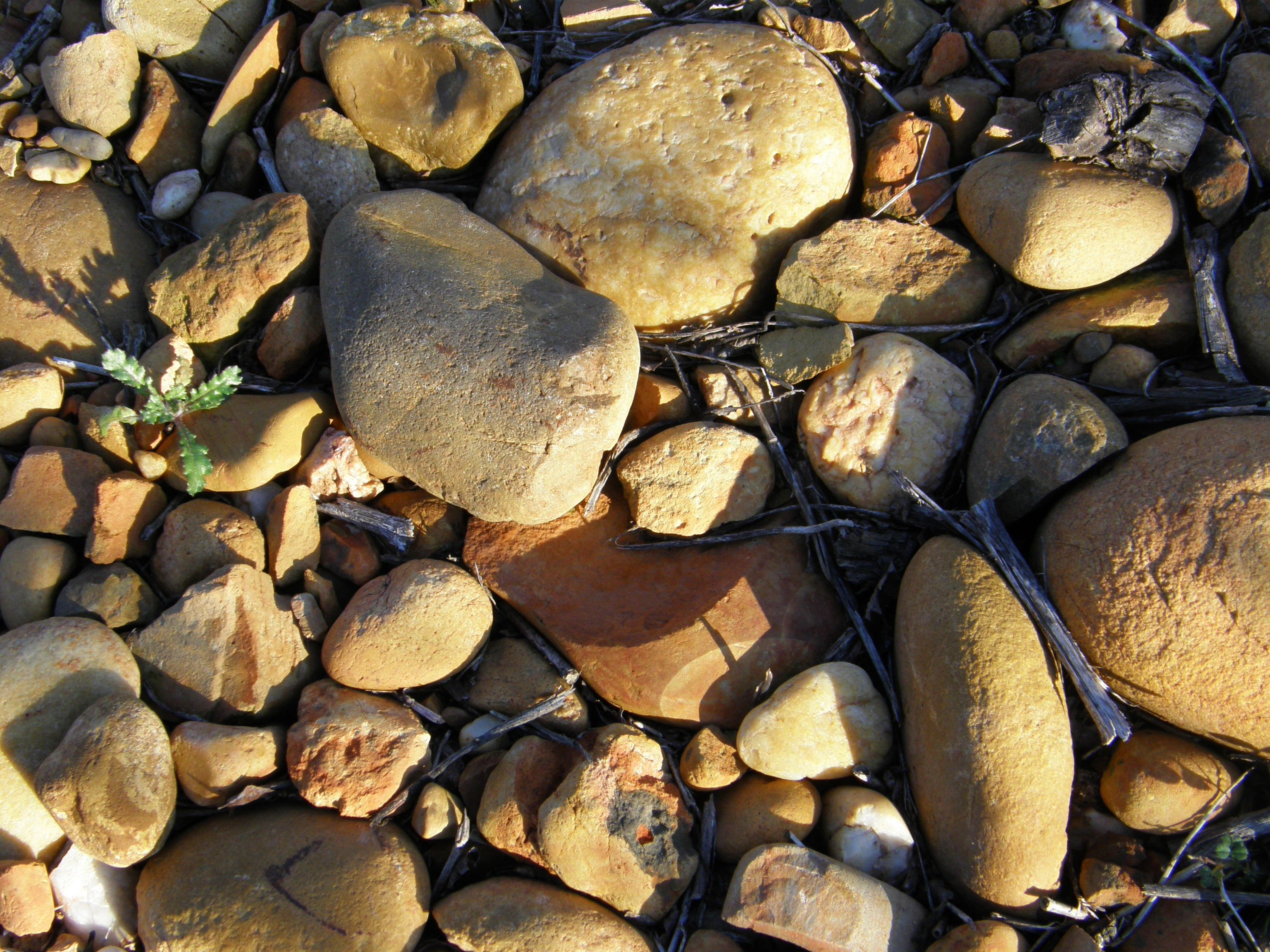
Gress des Costières-de-nîmes.

Les pays producteurs du nouveau monde ont entrepris l'exploration de leurs terroirs. En Californie, au Chili, en Argentine, en Australie, de nombreux producteurs cherchent depuis plus d'une dizaine d'années à mieux tenir compte au cours de la vinification et de l'élevage des particularités de leur terroir à des fins de différenciation marketing et de qualité gustative. Ces nouvelles découvertes et expériences sont à suivre au cours des prochaines décennies. Certains chercheurs s'y intéressent particulièrement.

### Vinification
La vinification représente les étapes du traitement de la vendange depuis le pressurage (extraction du jus/moût) à l'obtention de vin à proprement parler. Selon le type de vin recherché (voir ci-dessous), l'œnologue peut faire le choix de différentes techniques de vinification qui mèneront chacune à un type de vin particulier ou à favoriser certaines caractéristiques du cépage vinifié (fruité, extraction polyphénolique, acidité, etc.).
Entre autres peuvent être cités la macération carbonique, les macérations pré- ou post-fermentaires, les vinifications sur lies, les vinifications sous bois, etc.

Les vinifications doivent se conformer à des cahiers des charges spécifiques pour chaque appellation. Ils sont particulièrement précis et contraignants pour les vins français, espagnols ou italiens.

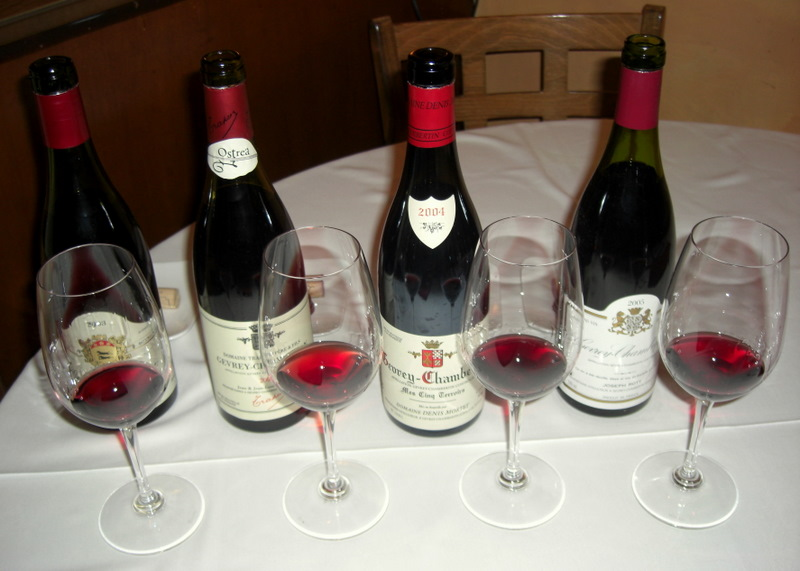
Différents vins de Gevrey-Chambertin.

#### Vins rouges
La couleur des vins est due aux anthocyanes, pigments colorés présents dans la pellicule des raisins, et aux flavones. Pour obtenir des vins rouges, on laisse macérer (cuver) les raisins durant la fermentation alcoolique en multipliant les opérations physiques telles que des remontages, des pigeages ou des délestages. De la durée de cette macération et de la fréquence de ces opérations dépendent la couleur, les arômes et la structure du vin.
Les vins sont ensuite « écoulés » ou « décuvés » ; c'est la séparation du moût en fermentation (ou du vin) du marc de raisin.

#### Vins blancs

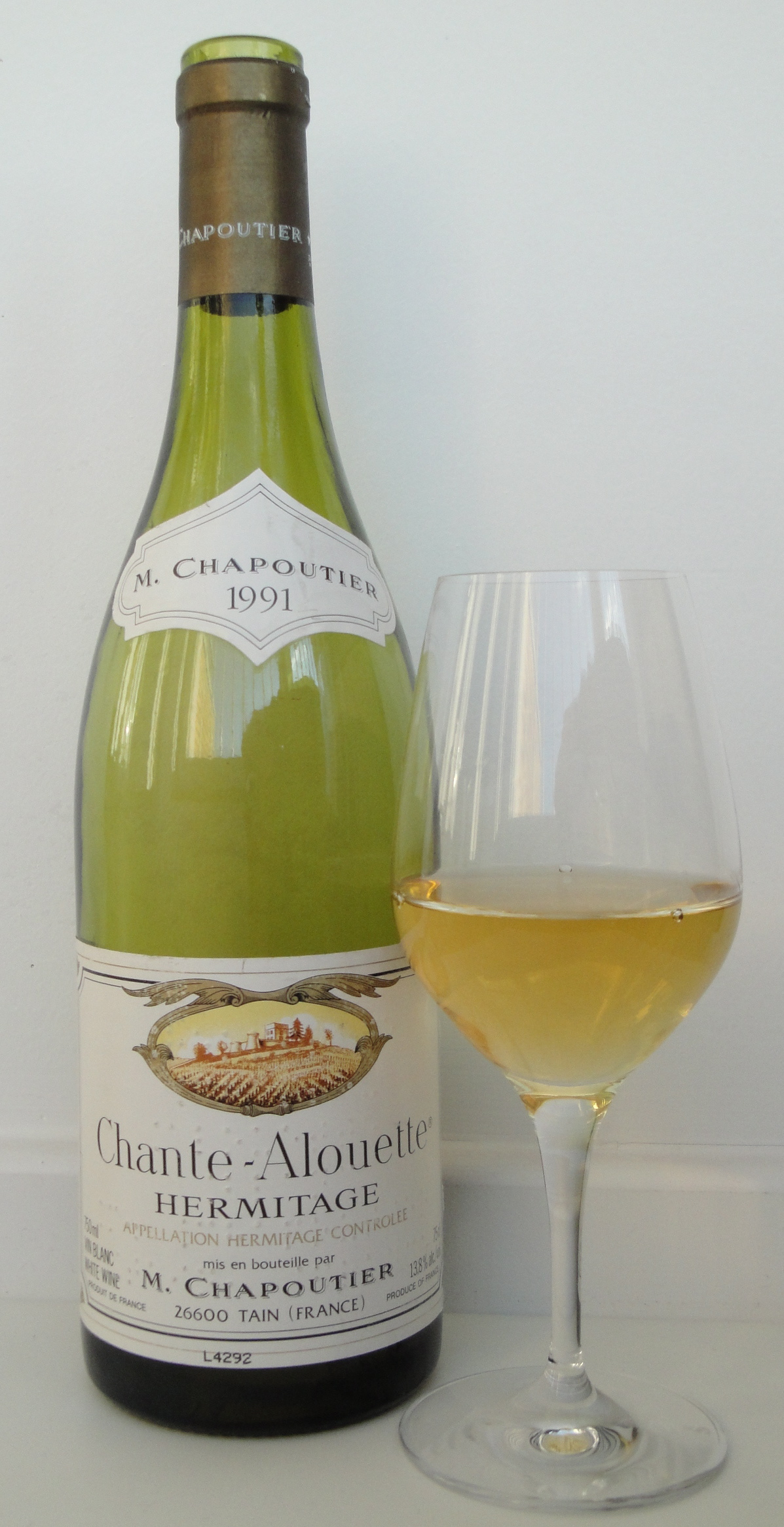
AOC Hermitage blanc 1991.

La vinification des cépages blancs, contrairement aux vins rouges, ne présente habituellement pas de macération ou « cuvage ». Certaines techniques de vinification peuvent faire appel à des macérations pelliculaires (souvent à froid, environ 4 °C), ces techniques sont souvent utilisées pour valoriser le potentiel aromatique de certains cépages (muscat, sauvignon blanc…).
Dans la vinification en blanc traditionnelle, la vendange est pressée directement après égrappage (séparation des baies de la rafle). Cette technique peut également être appliquée aux cépages rouges. Le pressurage direct permet de limiter le contact entre la pellicule du raisin contenant les composés colorants (les anthocyanes) et le jus. Dans le cas des cépages rouges vinifiés en blanc le jus obtenu n'est que légèrement coloré (taché). On appelle ces vins des « blancs de noirs ».
Après réception, la vendange est donc pressée à l'aide de pressoirs ; on obtient du moût de raisin (jus de raisin non fermentés). Les moûts doivent être clarifiés une première fois, cette opération est appelée débourbage. Cette opération peut durer de douze heures à plus d'une journée. Les bourbes sont composées des parties « solides » du raisin (comme la pulpe des jus d'orange mais aussi pépins et pellicules). Elles sont séparées du jus clair par décantation (débourbage statique) ou par action mécanique (centrifugation, flottation ou filtration sur terre). Par l'apport de levures spécifiques, ce moût de raisin « part en fermentation » ; c'est la transformation du jus de raisin en vin et la transformation du sucre en alcool par l'action de ces levures.
Des arômes différents sont obtenus principalement par le contrôle des températures lors de la fermentation, et par différentes opérations physiques (bâtonnage en fin de fermentation).
Quand tout le sucre a été consommé par les levures, on soutire les vins en pompant, comme pour le débourbage, la partie claire et liquide située en haut de la cuve. On sépare donc le vin des lies (liquide épais principalement constitué de levures mortes, de résidus de raisins…).

Les arômes et les notes de vins blancs sont principalement frais, fruités, floraux ou végétaux. Le vin devra donc être plus ou moins protégé de l'oxydation tout au long de son élaboration selon le produit voulu et le cépage vinifié.

#### Vins rosés

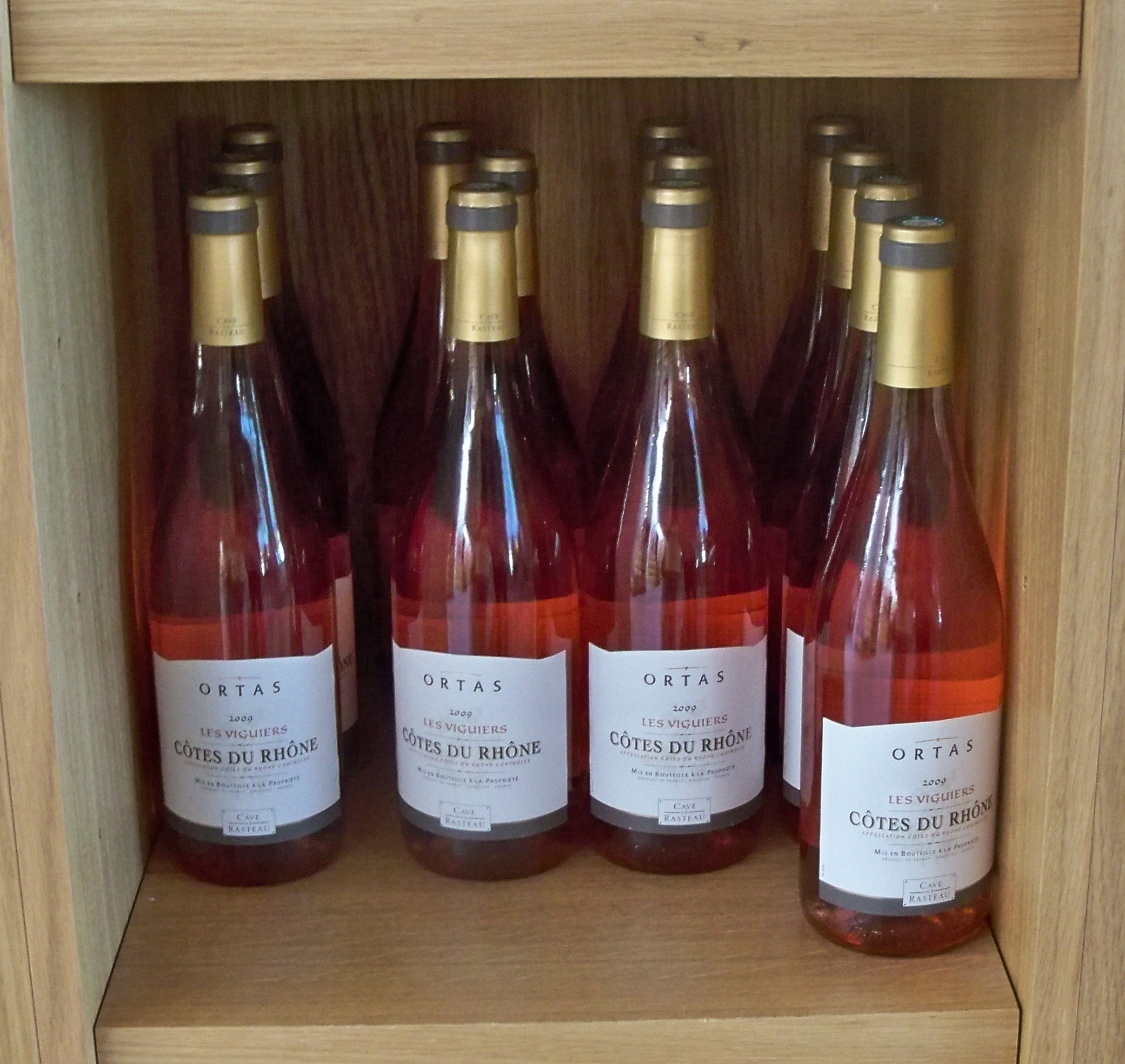
AOC Côtes du Rhône rosé.

Il ne s'agit pas d'un mélange de vin rouge et de vin blanc (à l'exception de certains vins de champagne rosés). La couleur rosée est obtenue de la même façon que pour le vin rouge, mais en réduisant la durée de macération des pellicules dans le moût. Ainsi la diffusion de la couleur s'effectue en phase pré-fermentaire et toujours avant apparition de l'agressivité tanique. À ce stade, la température de la vendange est essentielle et conditionne la plupart des phénomènes.
Pour limiter la diffusion de la couleur, un nombre croissant de rosés sont élaborés par pressurage direct de la vendange (cas de nombreux rosés de Provence) ; ils s'opposent ainsi aux rosés dit de « saignée », plus corsés mais aussi plus colorés car élaborés après une macération de plusieurs heures. À noter qu'un vin très légèrement rosé est parfois qualifié de « gris ».

#### Vins effervescents

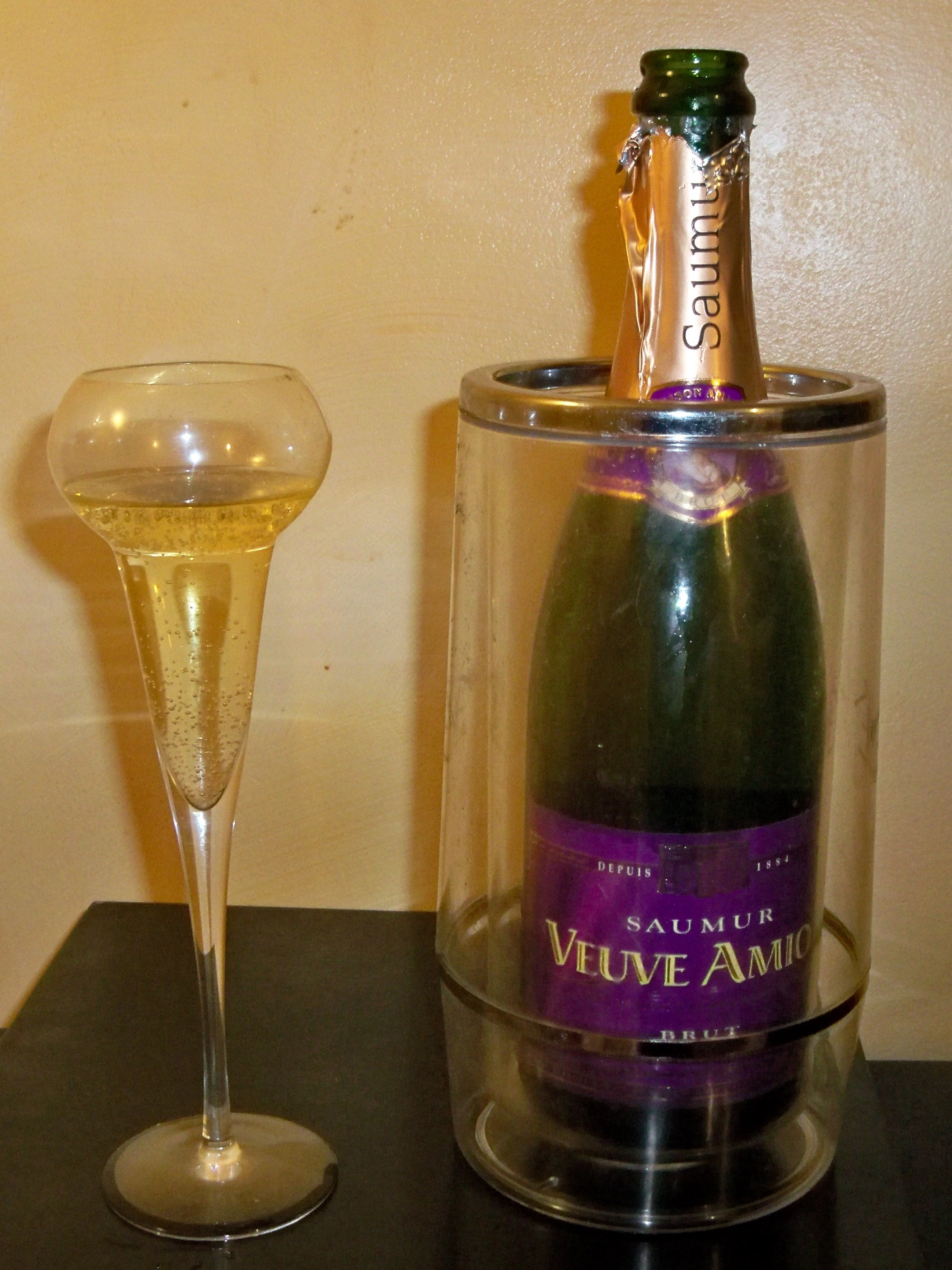
Saumur mousseux brut.

La vinification des vins effervescents est sensiblement plus complexe que celle des autres vins. Elle met en effet en œuvre deux fermentations successives. La première, la fermentation alcoolique est identique à celle que subissent les autres vins. Mais une fois cette dernière terminée, on ajoute au liquide alcoolisé des levures ainsi que du sucre afin d'enclencher la deuxième fermentation, dite prise de mousse, en fait il s'agit d'une deuxième fermentation en bouteille. C'est cette deuxième fermentation qui donne naissance aux bulles de dioxyde de carbone, et donc à l'effervescence.
Exemples : champagne, cava, crémant de Bourgogne, crémant d'Alsace, clairette de Die, blanquette de Limoux, vouvray.

#### Vins liquoreux

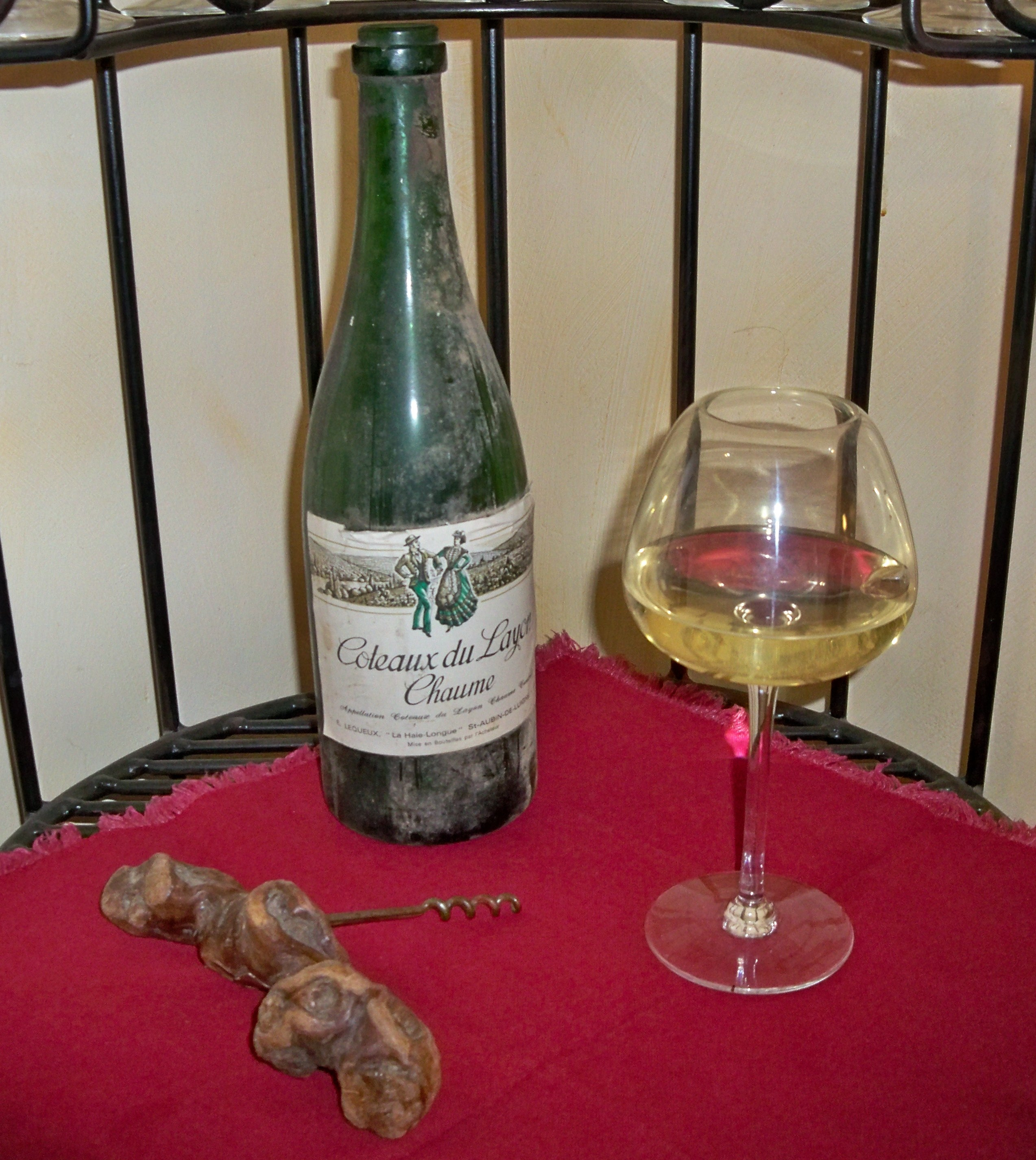
AOC Chaume, Coteaux du Layon.

Les vins liquoreux (ou moelleux), vins blancs d'un jaune soutenu très riches en sucres résiduels, sont obtenus à partir de raisins très mûrs. La vendange des raisins destinés aux vins liquoreux se fait plusieurs semaines après les autres vendanges, (vendanges tardives) et si les conditions climatiques sont favorables, les raisins sont attaqués par la pourriture noble, en fait un champignon parasite : le botrytis. En « botrytisant », le raisin perd de son eau et concentre donc ses sucres et ses arômes. C'est pourquoi un vin liquoreux est à la fois très sucré et très aromatique.
Selon les années, l'attaque des grains étant plus ou moins importante, l'indication « vendange tardive » indique un type de vin. C'est avec la « sélection de grains nobles » que sont obtenues les vins les plus riches en sucre, c'est-à-dire à partir de grains effectivement « botrytisés ». Ces grains sont sélectionnés à la main, choisis pour leur état qualitatif.
Des exemples de vins liquoreux incluent Sauternes et apparentés, Monbazillac, Coteaux du Layon, Tokaj, Jurançon bien que ce dernier soit plus souvent obtenu par passerillage sur pied que par la pourriture noble.

#### Vin jaune
Le vin jaune est le résultat de l'élevage d'un vin blanc de savagnin pendant six ans et trois mois en fût sous voile de levures spécifiques. À déguster seul ou accompagné de comté et de noix. Il accompagnera également à merveille un plat d'oursins, mets classiquement très difficile à assortir.

#### Autres
Les vins de Xérès comme le Fino sont obtenus par une méthode qui évoque celle du vin jaune mais produisant des vins différents, également de grande renommée. Certains comme l'Oloroso sont madérisés (cf. ci-dessous).
Trop souvent pris pour des « vins cuits » (abus de langage), les vins doux naturels comme le Porto, le Muscat de Beaumes-de-Venise, le muscat de Frontignan, Rivesaltes sont obtenus par adjonction d'alcool pendant la fermentation. Cet ajout d'alcool, ou mutage à l'alcool, a pour effet d'arrêter la fermentation alcoolique des sucres. Il reste donc des sucres résiduels qui ne fermenteront pas, et le vin possède alors la teneur en alcool nécessaire grâce à l'alcool qui a été ajouté. On appelle donc également ces vins des vins mutés.
Les vins madérisés, ou Rancio, comme le Madère, ont subi une madérisation, à savoir une oxydation volontaire.

## Dégustation

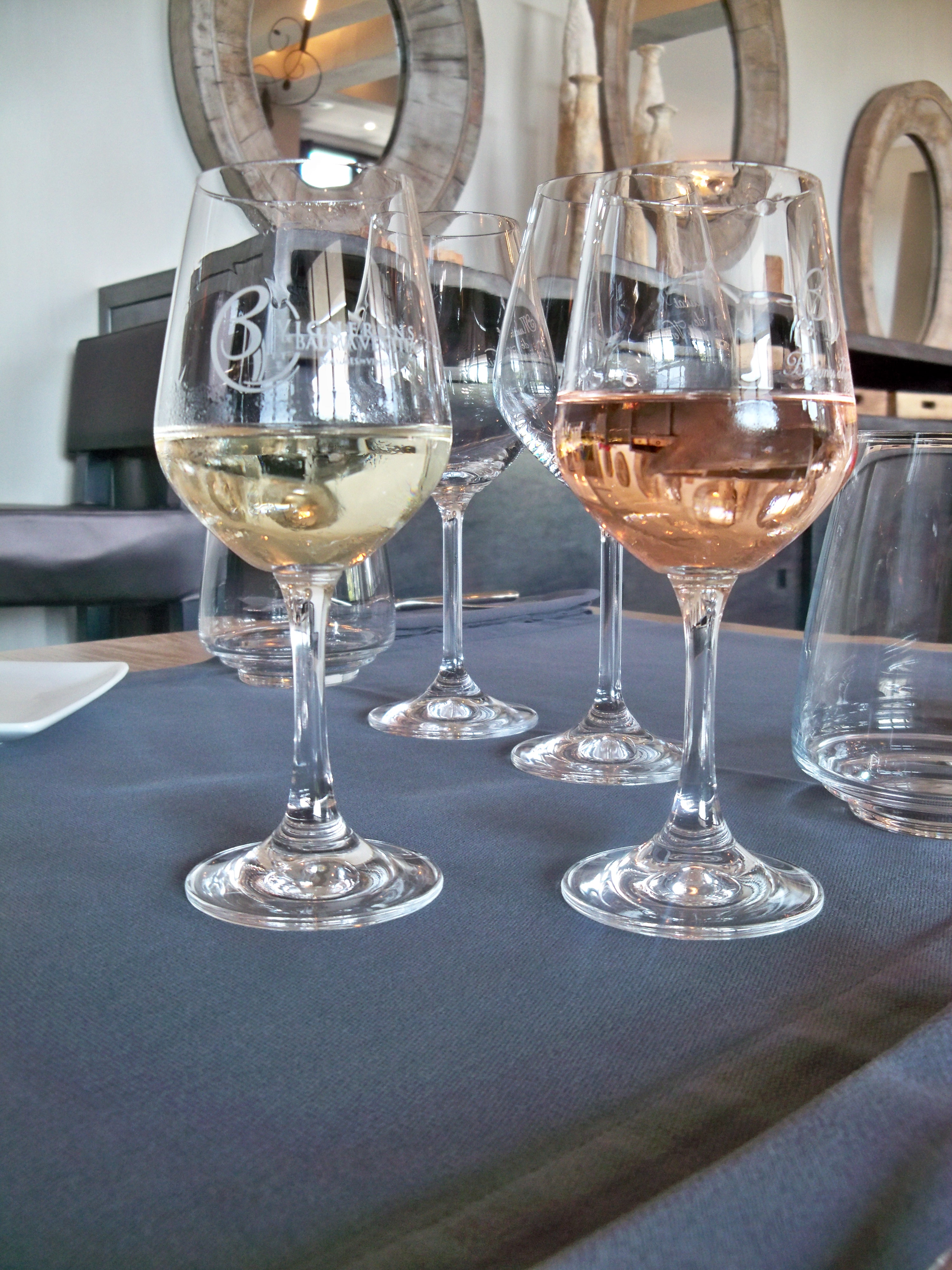
Muscat de Beaumes-de-Venise blanc et rosé.

La dégustation du vin est la technique qui permet de goûter un vin et d'en apprécier les qualités et les arômes. Cette dégustation se compose traditionnellement de trois étapes d'analyse, qui correspondent à l'utilisation de trois sens :
- la robe, par la vue,
- le nez avec l'odorat,
- la bouche par le goût et l'odorat par la rétro-olfaction.

Elle est un outil essentiel en œnologie pour compléter les connaissances scientifiques et pratiques de la vinification et de l'élevage. Elle permet de prendre des décisions sur les itinéraires de vinification à prendre, les traitements à effectuer sur les vins, et déceler des éventuels défauts.

## Tolérance
Certaines personnes sensibles attribuent au vin, les unes au vin rouge, les autres au vin blanc, l'apparition de migraines. Celles-ci peuvent être dues simplement à l'effet de l'alcool sur l'organisme. Les sulfites sont hors de cause dans le cadre des maux de tête, mais peuvent être responsables d'autres symptômes en cas d'intolérance ou d'allergie. En revanche, les histamines naturellement présentes dans le vin (surtout le vin rouge), peuvent par leur effet vasodilatateur susciter ces troubles chez les personnes sensibles. Un traitement approprié permet d'en prévenir l'apparition.